# Audytoriat Polowy Wojsk w Królestwie Polskim
Audytoriat Polowy Wojsk w Królestwie Polskim – rosyjski wyższy sąd rewizyjny, działający w Królestwie Polskim w latach 1831–1874.
W 1831 powołany jako dział sądowy sztabu głównego rosyjskiej I Armii Czynnej. W latach 1831–1863 rozpatrywał w drodze rewizji wyroki niższych sądów wojskowych, wydawane w sprawie wojskowych I Armii oraz w sprawach osób cywilnych oskarżonych o przestępstwa polityczne. W czasie powstania styczniowego do jego kompetencji należało wydawanie wyroków w sprawach osób cywilnych, odgrywających szczególnie doniosłą rolę polityczną, oraz tych, które władze rosyjskie uważały za wiarołomne, np. dymisjonowanych wojskowych i urzędników.